# Liberal (Kansas)
Liberal é uma cidade localizada no estado americano de Kansas, no Condado de Seward.

## Demografia
Segundo o censo americano de 2000, a sua população era de 19.666 habitantes.
Em 2006, foi estimada uma população de 20.384, um aumento de 718 (3.7%).

## Geografia
De acordo com o United States Census Bureau tem uma área de
29,0 km², dos quais 28,6 km² cobertos por terra e 0,4 km² cobertos por água. Liberal localiza-se a aproximadamente 864 m acima do nível do mar.

## Localidades na vizinhança
O diagrama seguinte representa as localidades num raio de 40 km ao redor de Liberal.